# Monumentul soldatului necunoscut

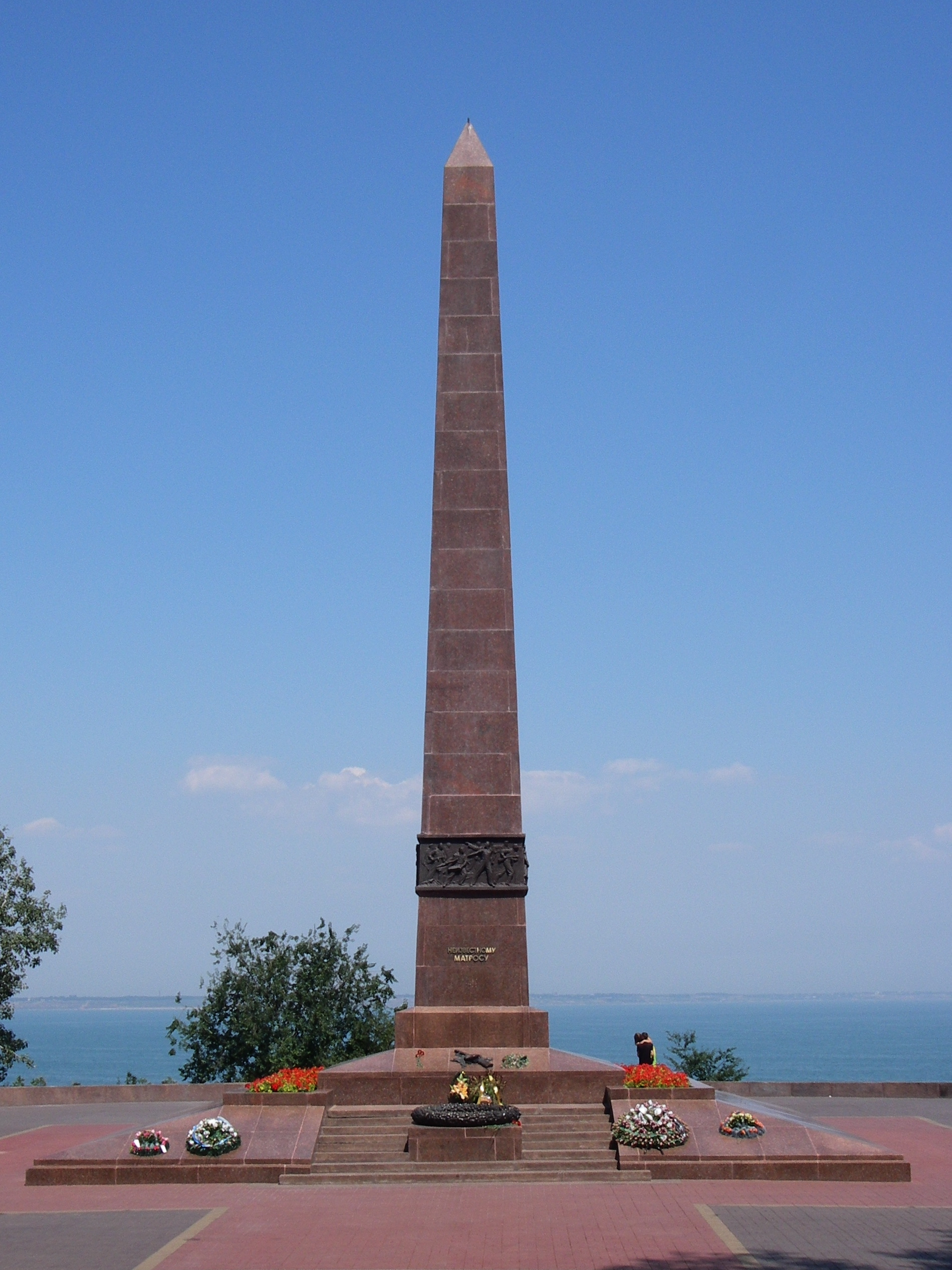
Monumentul soldatului necunoscut din Odesa

Monumentul (sau mormântul) soldatului necunoscut este un tip de monument dedicat eroilor anonimi care au căzut în războaie pentru țara lor. Ele sunt construite în jurul unui mormânt în care sunt înmormântate cu fast rămășițele unui soldat neidentificat și considerat a fi imposibil de identificat. Anonimitatea soldatului înmormântat este esențială pentru simbolismul monumentului, întrucât acesta poate fi mormântul oricărui soldat dispărut în luptă. Monumentele soldatului necunoscut pot fi dedicate în general eroilor unei anumite națiuni sau anume eroilor dintr-un anume conflict.
Ideea a pornit din Regatul Unit și Franța, după Primul Război Mondial. Astfel, în 1920, ziua comemorării armistițiului de la Compiègne, au fost inaugurate monumentele de la catedrala Westminster și din Arcul de Triumf din Paris. În anul următor, Portugalia a inaugurat monumentul de la mănăstirea Batalha, Italia pe cel din Altare della Patria din Roma, iar Statele Unite a inaugurat Monumentul Necunoscuților din Cimitirul Național Arlington. Alte țări au urmat aceste exemple în anii ce au urmat.

## Listă de monumente ale soldatului necunoscut
Această listă este generată cu date din Wikidata și este actualizată periodic de un robot.
 Editările făcute în listă vor fi șterse la următoarea actualizare!
| Denumire                                                          | Localitate                   | Țară                         |
| ----------------------------------------------------------------- | ---------------------------- | ---------------------------- |
| Mormântul Soldatului Necunoscut din Paris                         | Arondismentul 8 din Paris    | Franța                       |
| Monumentul Soldatului Necunoscut                                  | City of Belgrade             | Serbia                       |
| Tomb of the Unknown Soldier, Warsaw                               | Varșovia                     | Polonia                      |
| Tomb of the Unknown Soldier                                       | Roma                         | Italia                       |
| Mormântul Soldatului Necunoscut                                   | Moscova Tverskoy District    | Rusia                        |
| the Unknown Warrior                                               | City of Westminster          | Regatul Unit                 |
| Tomb of the Unknown Soldier                                       | Bruxelles                    | Belgia                       |
| Tomb of the Unknown Soldier                                       | Damasc                       | Siria                        |
| Chidorigafuchi National Cemetery                                  | Sanbanchō                    | Japonia                      |
| Tomb of the Unknown Soldier                                       | Cimitirul național Arlington | Statele Unite ale Americii   |
| Canadian Tomb of the Unknown Soldier                              | Ottawa                       | Canada                       |
| Tomb of the Unknown Soldier, Athens                               | Athens Municipality          | Grecia                       |
| Mormântul Ostașului Necunoscut din București                      | București                    | România                      |
| Grosseto war memorial                                             | Grosseto                     | Italia                       |
| Pamyatnik neizvestnomu soldatu                                    | Sterlitamak                  | Rusia                        |
| Monument to the Heroes of Iquique                                 | Valparaíso                   | Chile                        |
| Sekai Mumei Senshi no Haka                                        | Prefectura Saitama           | Japonia                      |
| The Monument to the Unknown Soldier                               | Bagdad                       | Irak                         |
| Tomb of the Unknown Confederate Soldier                           | Biloxi                       | Statele Unite ale Americii   |
| Tomb of the Unknown Revolutionary War Soldier                     | Philadelphia                 | Statele Unite ale Americii   |
| Unknown Confederate Dead Monument in Perryville                   | Perryville                   | Statele Unite ale Americii   |
| Unknown Confederate Soldier Monument in Horse Cave                | Horse Cave                   | Statele Unite ale Americii   |
| Monument of Unknown Soldier in Łódź                               | Katedralna                   | Polonia                      |
| Tomb of the Unknown Soldier in Kraków                             | Cracovia                     | Polonia                      |
| New Zealand Tomb of the Unknown Warrior                           | Wellington City              | Noua Zeelandă                |
| Soldier Idumota                                                   | Statul Lagos                 | Nigeria                      |
| Unknown soldier monument in Radom                                 | Radom                        | Polonia                      |
| Могила неизвестного солдата (Киев)                                | Kiev                         | Ucraina                      |
| Tomb of the Unknown Soldier of the American Revolution            | Alexandria                   | Statele Unite ale Americii   |
| Tomb of the Unknown Soldier                                       | Yunusabad District           | Uzbekistan Uniunea Sovietică |
| eternal flame in Petrozavodsk                                     | Petrozavodsk                 | Rusia                        |
| Unknown Soldier Monument                                          | Bagdad                       | Irak                         |
| Tomb of the Unknown Soldier                                       | Old Town of Bratislava       | Slovacia                     |
| Monumento al milite ignoto                                        | Mazara del Vallo             | Italia                       |
| Poland; Lublin Lithuanian Square, Monument to the Unknown Soldier | Lublin                       | Polonia                      |
| mass grave in Chismena                                            | Raionul Volokolamski         | Rusia                        |